# 무산선
무산선(茂山線)은 함경북도 부령군에 있는 고무산역과 무산군에 있는 무산역을 연결하는 철도노선이다.

## 노선 정보
- 구간과 거리 : 고무산역~무산역 57.9km
- 역 수 : 12개(양단역 포함)
- 궤도 간격 : 1435mm(표준궤)
- 전철화 구간 : 전 구간(직류 3000V)
- 복선 구간 : 고무산역―신참역
- 폐역 정보

- 무산강안역(茂山江岸驛) : 고무산역 기점 60.4km 지점에 존재하였음.

## 연혁
- 1927년 8월 20일 : 조선철도주식회사에서 고무산역과 신참역 구간을 협궤로 개통함
- 1929년 11월 15일 : 신참역과 무산역 구간의 개통으로 전구간이 완공됨
- 1937년 2월 1일 : 무산철산역 개업
- 1940년 4월 30일 : 조선철도의 기존 영업구간이 폐지됨[1]
- 1940년 5월 1일 : 북선척식철도의 추진으로 선로가 표준궤로 새로이 설치됨, 무산역과 무산강안역의 구간이 추가 개통됨[1]
- 1944년 4월 1일 : 본선은 조선총독부 철도 소속으로 전환되어 함경선의 지선이 됨, 노선명은 '무산선'으로 변경되고 구간도 현재와 같이 단축됨[2]

## 역목록
| 역명     | 로마자 역명          | 한자 역명 | 접속 노선  |
| -------- | -------------------- | --------- | ---------- |
| 고무산   | Komusan              | 古茂山    | 함북선     |
| 서상     | Sŏsang               | 西上      |            |
| 무수     | Musu                 | 舞袖      |            |
| 폐무산   | P'yemusan            | 廢茂山    |            |
| 차령     | Ch'aryŏng            | 車嶺      |            |
| 금패     | Kŭmp'ae              | 金佩      |            |
| 신참     | Sinch'am             | 新站      |            |
| 서풍산   | Sŏp'ungsan           | 西豊山    |            |
| 주초     | Chuch'o              | 朱草      |            |
| 새길     | Saegil               |           |            |
| 철송청년 | Ch'ŏlsong Ch'ŏngnyŏn | 鐵松靑年  | 무산광산선 |
| 무산철산 | Musan Ch'ŏlsan       | 茂山鐵山  |            |
| 무산     | Musan                | 茂山      | 백무선     |